# Oreodytes congruus
Oreodytes congruus är en skalbaggsart som först beskrevs av Leconte 1878.  Oreodytes congruus ingår i släktet Oreodytes och familjen dykare. Inga underarter finns listade i Catalogue of Life.